# Caprella augusta
Caprella augusta är en kräftdjursart. Caprella augusta ingår i släktet Caprella och familjen Caprellidae. Inga underarter finns listade i Catalogue of Life.